# عبد الرحمن باني
عبد الرحمن فهد باني لاعب كرة قدم كويتي من مواليد 23 فبراير 1993 يلعب حاليا لنادي النصر الكويتي والمنتخب الوطني في مركز الهجوم.